# 戸北美月
戸北 美月（ときた みづき、1999年〈平成11年〉12月29日 - ）は日本の気象キャスター、防災士。ウェザーニューズ所属。愛称はみーちゃん。

## 来歴
福岡県福岡市出身。出生地は香川県であるが、家族が転勤族のために半年で愛媛県に引っ越して、中学1年生の6月まで福井県で過ごした。その後、福岡県に引っ越し、大学生になり京都府で一人暮らしをするまでは福岡県で過ごした。西南学院高等学校、同志社大学心理学部心理学科卒。テレビ局の報道局員だった祖父への幼い頃からの憧れと、大学入学直後に大阪北部地震を経験し、知り合いもまだいなく避難場所も分からないという不安の中でメディアを通して人の声を聞いて安心したことがきっかけでメディア関係への就職活動をする。仕事が自分のしたいことにマッチしていると感じたウェザーニュースLiVEキャスターオーディションに応募し、2021年9月合格。同年12月2日、ウェザーニュースLiVE・コーヒータイム（12時 - 12時30分）にて同期の大島璃音と共に、お披露目が行われた。同日のウェザーニュースLiVE・コーヒータイム（13時 - 14時）でデビュー。

## 人物
- 趣味は酒蔵巡り（日本酒検定2級所持）、筋トレ（レッグプレス100 kg以上）、料理、ピアノ[2]。
- 「私の血液は豚骨スープ」と言い、 豚骨ラーメンを食べることを「輸血」と表現するほどラーメンが好き[12]。
- 大学卒業後、「わたげ」というウサギを飼い始めた[2]。
- 福吉貴文は同志社大学の先輩に当たる[13]。

## 出演

### ウェザーニュースLiVE
- ウェザーニュースLiVE・コーヒータイム - 2021年12月2日-
- ウェザーニュースLiVE・サンシャイン - 2022年1月31日-
- ウェザーニュースLiVE・モーニング - 2022年4月3日-
- ウェザーニュースLiVE・アフタヌーン - 2022年4月8日-
- ウェザーニュースLiVE・イブニング - 2022年7月20日-
- ウェザーニュースLiVE・ムーン - 2022年9月3日-

### CM
- 東洋水産・ウェザーニュースコラボCM「マルちゃん 麺づくり ～公園ズーム篇～」（2025年6月5日公開）[14]